# БТ (танк)
БТ (на руски: Быстроходный танк) е серия от съветски танкове, които са произведени в голямо количество в периода 1932 – 1941 г. Бронята им не е особено укрепена, но достатъчно за времето си. В компенсация на това те са били много по-мобилни от повечето танкове от онзи период.

## История
През юли 1929 г. съветското правителство утвърждава първата програма за развитие на танкостроенето в страната. В програмата е предвидено на въоръжение в Червената армия да бъдат въведени танкети, леки танкове, бронеавтомобили, самоходна артилерия, гъсенични бронетранспортьори и други специални машини.
В края на ноември същата година, поради изоставането на съветската промишленост при разработката на танкове собствено производство, е взето решение да се командироват в чужбина представители на съветските военно ведомство и военна промишленост за запознаване с танкостроенето на страните с традиции в тази област и получаване на техническа помощ.
В края на 1929 г. комисия, начело с началника на Управлението за механизация и моторизация на Червената армия Халепски, заминава в чужбина. Посещава Германия, Чехословакия, Франция, Великобритания и САЩ. След задълбочени анализи на видяното е решено да бъдат закупени образци на американските танкове Т-1 и Е-1. Последвалите преговори се провалят поради високата цена и голямата партида машини, предложена за закупуване от американците (50 броя). В това си пътуване Халепски се запознава с американския конструктор Уолтър Кристи и с неговия танк М1931. Първоначално танкът не прави особено впечатление на руските емисари.
След неколкократни срещи и съгласуване на редица въпроси СССР купува от Кристи 2 усъвършенствани прототипа на танково шаси М1930. Много автори правят грешка, като твърдят, че руснаците купуват прототип на танка М1931. Основната причина да бъде купено шасито е обещанието на Кристи да осигури техническа помощ при усвояване на производството, да бъде предадена цялата техническа и технологическа документация за танка, да посети СССР за 2 месеца и да окаже помощ на място, както и съгласието на американците руски инженери да бъдат обучени в завода на фирмата в Рауей.
На 28 април 1930 г. е подписан договор между U.S. Wheel Track Layer Corporation и „Амторг“ (търговска организация, представляваща СССР в САЩ), в който е фиксирано следното „…да достави 2 военни танка на обща стойност 60 000 долара. Доставката на танковете трябва да стане не по-късно от 4 месеца след подписването на договора.“ В договора е фиксирана доставка на резервни части на стойност 4000 долара и даване право на производство, продажба и използване на танковете в СССР за срок от 10 години. За продажбата на правата за производство на Кристи допълнително са платени 100 000 долара. Двата прототипа М1930 са изпратени в СССР в края на декември 1930 г. и пристигат в началото на 1931 г.
Още при купуването на американския прототип възниква въпросът какъв индекс да бъде присвоен на новата машина. Дотогава всички индекси до Т-34 вече са заети. Взето е решение на танка да бъде присвоен един от двата индекса „СТ“ (на руски: скороходный танк) или „БТ“ (на руски: быстроходный танк).

След пристигането им в СССР танковите шасита са подложени на щателно заводско техническо изследване, продължило до края на април 1931 г. През май е взето решение разработката на танка и производството му да бъдат поверени на Локомотивостроителния завод в Харков, като същевременно са изпратени за полигонни изпитания. Поради липсата на купола, на шасито е монтиран баласт с тегло 800 кг. Изпитанията продължават от 16 май до 13 юни 1931 г. Въпреки някои недостатъци комисията дава положителна оценка на танковото шаси и го препоръчва за внедряване в производството. Танкът е одобрен за производство от съветското правителство под индекса БТ-2.
Производството започва в ЛСЗ в гр. Харков, Украйна. Работната техническа документация е готова до средата на юни 1933 г.

На основата на машината на Кристи в СССР е създадено цяло семейство машини, включващо серийно произвежданите танкове БТ-2, БТ-5, БТ-7 и редица опитни образци. Танкът е основа за създаването на цял комплект от новости и оригинални решения в руското танкостроене. Производството на танковете от серията БТ е спряно през есента на 1940 г. Дотогава са произведени общо 8060 танка от различни модификации. Придобитият опит при производството му е използван при разработването на танка Т-34. На 1 януари 1941 г. в Червената армия на въоръжение има 7463 танка БТ.

## Модификации
- БТ-1 – прототип на У. Кристи.
- БТ-2 модел 1931 г. – въоръжен с 37-мм оръдие Б-3. През периода 1932 – 1933 г. са произведени над 600 машини. Танкът е произвеждан с различни варианти на въоръжение – с 1 или 2 картечници ДТ, само с оръдие и с оръдие и картечница.
- БТ-5 – въоръжен с 45-мм оръдие 20K Обр. 1938 (115 снаряда) и сдвоена картечница. В периода 1933 – 1934 г. са произведени 1621 машини.
- БТ-5А – въоръжен със 76-мм оръдие (105 снаряда) и сдвоена картечница. През 1934 г. са произведени неголям брой машини. Използван е за артилерийска поддръжка от втори ешелон на настъпващите леки танкове.
- БТ-5РТ – в периода 1933 – 1934 г. са произведени 263 машини.
- БТ-5/В-2 – през 1939 г. са произведени 5 машини.
- БТ-7 – Произведени са две серии – с цилиндричен и коничен купол. Монтиран е авиодвигател М-17Т. В периода 1935 – 1939 г. са произведени 2596 машини от двете серии.
- БТ-7РТ – в периода 1935 – 1939 г. са произведени 2017 машини.
- БТ-7М – въоръжен с 45-мм оръдие и сдвоена картечница. Монтиран е дизелов двигател. В периода 1938 – 1940 г. са произведени 788 машини.
- БТ-7А – въоръжен със 76-мм оръдие (50 снаряда) и зенитна картечница. През 1934 г. и в периода 1936 – 1938 г. са произведени 156 машини.
- СБТ – сапьорен танк мостопоставач. Произвеждан в периода 1935 – 1936 г.
- БХМ-2 или БХМ – химически и огнеметен танк.
- ХБТ-7 или ХБТ-Ш – химически и огнеметен танк. Опитен образец (1936 – 1937 г.)
- БТ-ИС – опитен образец модификация на БТ-5 с подобрения в ходовата част. Произведена е една машина през 1937 г.
- БТ-20 или А-20 – опитен образец (1939 г.)
- ОТ-7 – химически и огнеметен танк. Опитен образец (1940 – 1941 г.)
- БТ-СВ-2 – опитен образец модификация на БТ-5 с подобрения на бронезащитата и двигателя. През 1937 г. са произведени 2 машини. (СВ – Сталин-Ворошилов)
- БТ-ТТ – телеуправляем танк. Няколко опитни образци в периода 1939 – 1941 г.

| Тактико-технически данни | Тактико-технически данни | Тактико-технически данни | Тактико-технически данни | Тактико-технически данни                               | Тактико-технически данни | Тактико-технически данни                                     | Тактико-технически данни | Тактико-технически данни           |
| Танк                     | Тегло (т)                | Екипаж                   | Габарити (м)             | Въоръжение                                             | Скорост (км/ч)           | Препятствие                                                  | Запас от ход (км)        | Двигател                           |
| БТ-2                     | 11                       | 2                        | 5,5x2,23x2,17            | оръдие: 37-мм Б-3 картечница: 1 x 7,62-мм ДТ           | шосе: 52 грунт: 22       | наклон: 32° крен: 30° окоп: 2,25 м стена: 0,55 м ров: 0,85 м | 160                      | М5-400; 365 к.с. (12-цил., бензин) |
| БТ-5                     | 11,9                     | 3                        | 5,8x2,23x2,24            | оръдие: 45-мм 20K Обр. 1938 картечница: 1 x 7,62-мм ДТ | шосе: 53 грунт: 20       | наклон: 3° крен: 30° окоп: 2,39 м стена: 0,8 м ров: 0,85 м   | 160                      | М5; 365 к.с. (12-цил., бензин)     |
| БТ-7М                    | 14,65                    | 3                        | 5,66x2,29x2,45           | оръдие: 45-мм 20K Обр. 1938 картечница: 2 x 7,62-мм ДТ | шосе: 62 грунт: 32       | наклон: 36° крен: 30° окоп: 2,5 м стена: 0,75 м ров: 1,2 м   | 520                      | В-2; 500 к.с. (12-цил., дизел)     |
| ------------------------ | ------------------------ | ------------------------ | ------------------------ | ------------------------------------------------------ | ------------------------ | ------------------------------------------------------------ | ------------------------ | ---------------------------------- |